# Emmanuel de Las Cases
Emmanuel-Augustin-Dieudonné-Joseph, conte de Las Cases, abbreviato in Emmanuel de Las Cases (Revel, 21 giugno 1766 – Passy-sur-Seine, 15 maggio 1842), è stato un funzionario e storico francese.
La sua notorietà è particolarmente legata al Memoriale di Sant'Elena, opera nella quale racconta, attraverso la sua diretta testimonianza, la vita di Napoleone Bonaparte nell'esilio a Sant'Elena, al quale prese parte per propria volontà lo stesso Las Cases.

## Biografia
Di famiglia nobile, tra i suoi antenati annoverava anche il domenicano spagnolo e storico Bartolomeo de Las Casas. Nacque nel castello di famiglia in Linguadoca. Ricevette un'educazione militare presso la Scuola di Parigi, nella classe precedente a quella di Napoleone, ed entrò in marina, dove prestò servizio negli anni successivi. Allo scoppio della Rivoluzione francese fu costretto, come la maggior parte dei nobili dell'epoca, all'emigrazione. Riparato in Germania, poi in Inghilterra, prese parte non convinto al disastroso sbarco di Quiberon, sulle coste francesi, con l'appoggio degli inglesi. Fu uno dei pochi sopravvissuti al fuoco francese che rigettò in mare gli emigrati e, tornato a Londra, si guadagnò da vivere attraverso la compilazione di un Atlante Storico, Geografico, Genealogico e Cronologico che ottenne discrete fortune (fu pubblicato con lo pseudonimo di A. Le Sage).
Ritornato in Francia in seguito alla pace di Amiens e all'amnistia concessa agli emigrati dal Primo Console Bonaparte, entrò nell'amministrazione dell'Impero e fu fatto nel 1810 ciambellano e conte imperiale (per eredità nobiliare aveva precedentemente il titolo di marchese). Fu membro del Consiglio di Stato, partecipando attivamente alle sedute del corpo legislativo imperiale, e fu in quella veste inviato nelle Province Illiriche (Istria e Dalmazia). Dopo la prima abdicazione di Napoleone (1814) si rifugiò in Inghilterra. Durante i Cento Giorni tornò a servire Napoleone e in seguito alla sconfitta di Waterloo e alla seconda abdicazione seguì l'imperatore a Rochefort insieme a pochi leali seguaci. Fu tra coloro che maggiormente lo spinsero a chiedere ospitalità agli inglesi ed egli aprì i negoziati con il capitano Maitland dell'HMS Bellerophon, a bordo del quale Napoleone si consegnò all'Inghilterra.
Las Cases decise, con leggero stupore di Napoleone che allora non lo conosceva ancora bene, di seguire l'imperatore nel suo esilio; entrambi ignoravano la loro vera destinazione: non Londra, ma l'isola di Sant'Elena nell'oceano Atlantico, lontana molti giorni di navigazione dalla più vicina costa, quella sudafricana. Qui Las Cases, accompagnato dal giovanissimo figlio, divenne uno dei più intimi compagni di Napoleone, raccogliendo i resoconti della sua vicenda storica. Questo immenso materiale, unito soprattutto ai suoi diari dell'esilio nei quali racconta giorno per giorno la drammatica esistenza di Napoleone a Sant'Elena, andarono a costituire il Memoriale di Sant'Elena col quale divenne notissimo in tutto il mondo. Si può dire che in questo testo è contenuta l'eredità napoleonica, cioè il messaggio che l'Imperatore dei francesi voleva lasciare al mondo e alla posterità. Ma l'interesse di quest'opera, forse, risiede soprattutto nella molteplicità di aneddoti che fornisce sulla vita quotidiana di Bonaparte, racconti che permettono di entrare nella vita privata dell'uomo che aveva terrorizzato l'Europa intera.
Avendo lasciato in Europa l'adorata moglie e avendo ormai raccolto abbastanza materiale, Las Cases ritornò in patria. Nel novembre del 1816, infatti, dopo aver disubbidito alle severe restrizioni inglesi riuscendo a inviare lettere in Europa senza permesso, ottenne l'ordine di espulsione da Sant'Elena da parte del governatore sir Hudson Lowe. Non ottenendo il permesso da Luigi XVIII di ritornare in Francia, si stabilì con la famiglia a Bruxelles. Dopo la morte di Napoleone nel 1821 gli venne concesso di stabilirsi a Parigi. Qui Las Cases concluse i lavori per la pubblicazione dell'opera integrale del Memoriale che uscì nel 1823. L'enorme successo consentì a Las Cases di godere di una vita estremamente agiata. Nel 1840 egli pubblicò una nuova edizione riveduta e corretta.

## Opere
- Mémoires de F A. D., comte de Las Cases (Bruxelles, 1818)
- Memorial de Ste Hélène (8 volumi, Londra, 1823.)
- Suite au memorial de Ste Hélène, ou observations critiques, ecc. (2 volumi, Parigi, 1824), anonimo, ma attribuito al Grille ed al Musset-Pathay.

## Edizioni italiane
- Memoriale di Sant'Elena, 2 voll., 500 illustrazioni di Mazzocchi, I versione italiana del cavalier Baratta, Fontana, Torino, 1842
- Memoriale di Sant'Elena, Tipografia Editrice Verri, Milano, 1860
- Il Memoriale di Sant'Elena, a cura di Guido Vicenzoni, 2 voll. illustrati a rotocalco, Rizzoli, Milano, 1929 e 1930
- Il Memoriale di Sant'Elena, 56 stampe, 4 voll., Gherardo Casini Editore, Roma, I ed. 1962 - Collana Uomini e Tempi n.12, 2 voll., Gherardo Casini Editore, Roma, 1969
- Il Memoriale di Sant'Elena, 6 voll., Collana Classici per tutti, Avanzini e Torraca Editori, 1967
- Emmanuel A. Las Cases - Francesco Antommarchi, Il Memoriale di Sant'Elena - Gli ultimi giorni di Napoleone, introduzione di Giovanni Ansaldo, trad- Aniceto Del Massa, Pina Vismara, Pier Luigi Muzzi, revisione di Virginio Enrico, 2 voll., Gherardo Casini Editore, Roma, 1987
- Memoriale di Sant'Elena, a cura di Luigi Mascilli Migliorini, 2 voll., Collana Classici, BUR, Milano, 2004, ISBN 978-88-17-10790-7